# Boechera arcuata
Boechera arcuata là một loài thực vật có hoa trong họ Cải. Loài này được (Nutt.) Windham & Al-Shehbaz mô tả khoa học đầu tiên năm 2006.